# 界牌航电枢纽
界牌航电枢纽位于中国江西省鹰潭市余江县中童镇徐杨村与贵溪市鸿塘镇交界处的信江干流，距鹰潭市12.5公里处。是以航运为主，兼有发电、灌溉等功能的水利枢纽。界牌枢纽是国家“八五”期间大中型重点工程基本项目之一，主体工程包括：1000吨级船闸一座；装机容量210兆瓦电站一座；溢流坝、平板坝、公路桥各一座。1992年底开工，1997年7月主体工程竣工，2002年8月18日正式下闸蓄水。界牌枢纽最终概算为49604万元。
设计蓄水位为26米，相应库容9700万立方米，水库面积18.45平方千米。现在实际运行水位为24米。